# Tukwila (Amtrak)
La Estación Tukwila es una estación de trenes Amtrak que sirve a la ciudad de Tukwila, Washington. La estación provee servicio a las rutas de las Cascades y South Line del Ferrocarril Regional Sounder.

## Descripción
La Estación Tukwila cuenta con 2 plataformas laterales.

## Pasajeros
| Año          | 2011   | 2012   | 2013   | 2014   |
| ------------ | ------ | ------ | ------ | ------ |
| Total        | 26,549 | 26,759 | 29,434 | 28,636 |
| Diferencia   | N/D    | 210    | 2,675  | -798   |
| Diferencia % | N/D    | 0.79%  | 10.00% | -2.71% |

## Conexiones
La estación es abastecida por las siguientes conexiones: 
- King County Metro: Ruta 154 del RapidRide F Line